# Microsoft Messengerサービス
Microsoft Messenger サービス (以前のMSN Messenger Service、.NET Messenger Service、Windows Live Messenger Service)は、MSN Messengerソフトウェアで利用されていた、1999年にマイクロソフトが開発したインスタントメッセージとプレゼンス情報のサービス。プロプライエタリなインスタントメッセージングプロトコルであるMicrosoft Notification Protocolを使って通信の実装が行われていた。Windows 8、Windows Liveメッセンジャー、Microsoft Messenger for Mac、 Outlook.com、Xbox Liveのインスタントメッセージングクライアントもこのサービスを使っていた。サードパーティのクライアントもこのサービスに接続していた。このサービスにより、マイクロソフトアカウントを持っている人なら誰でもサインインを行い、サインイン中の他の人とリアルタイムで通信することができた。
2013年1月11日、マイクロソフトは、既存のMessengerサービスを世界中で廃止して（Messengerが引き続き利用できる中国本土を除く）、Skypeに置き換えることを発表した。 
2013年4月、マイクロソフトはサービスをSkypeネットワークに統合した。既存ユーザーは、既存のアカウントでSkypeにサインインし、連絡先リストにアクセスできた。統合の一環として、Skypeインスタントメッセージング機能が以前のMessengerサービスのバックボーンで実行されるようになった。 

## 沿革
数年の間にサービスとそのクライアントソフトウェアが複数回の名前変更がされたにもかかわらず、MSN Messengerから歴史がはじめっている経緯から、 Messengerサービスは通称「MSN」と呼ばれることがよくある。このサービス自体は、1999年から2001年までMSN Messenger Serviceと言う名前で呼ばれていた 。その後、マイクロソフトは名称を.NET Messenger Serviceと変更し、Windows XPに同梱されたWindows Messengerなど名称にも、「MSN」の名前がつかないクライアントの提供を開始した。当初の思惑として、MSN Messengerを合理化したバージョンで、広告表示がなくWindowsに統合されたことを表していた。 
しかし、マイクロソフトはMSN MessengerとWindows Messengerのすべてのバージョンが、 Windows Live提供開始の一環として提供された新しいプログラムであるWindows Liveメッセンジャーに取って代わられた2005年の終わりまで、MSN Messengerに多くのアップグレードを提供し続けた。
その後数年間は、公式の稼働状況ウェブページに示されているように.NET Messenger Serviceサービスの正式名称は変更されなかった。マイクロソフトがこのサービス名称をプロモーションで使うことは殆どなかった。このサービスへのアクセスに使われる主なクライアントソフトウェアがWindows Liveメッセンジャーとなったため、マイクロソフトは2000年代半ばに、サポートドキュメントでサービス全体をWindows Live Messenger Serviceと呼び始めた。 
このサービスは、 Windowsオペレーティングシステムと統合でき、ユーザーがWindowsアカウントにログインすると、自動的かつ同時にネットワークにサインインする。組織は、Microsoft Office Communications ServerとActive Directoryをサービスと統合することもできる。 2011年12月、Microsoftは MessengerサービスにXMPPインターフェイスを実装した。 
多くのWindows Liveサービスのブランド名を変更する大きなプロジェクトの一環として、2012年にマイクロソフトはこのサービスの名前を単にMessengerとして記載するようになった。

## ソフトウェア

### 公式クライアント
マイクロソフトは、Messengerサービスに接続する次のインスタントメッセージングクライアントを提供した。
- Windows 8- メッセージングクライアントが同梱されていた
- Windows Live メッセンジャー - Windows 7以前のユーザー向け
  - MSNメッセンジャー - 1999年から2006年までのクライアントの以前の名前
  - Windows Messenger - 2001年にWindows XPに含まれていた機能縮小されたクライアント
- Microsoft Messenger for Mac - Mac OS Xのユーザー向け
- Outlook.com - ウェブブラウザ上でインスタントメッセージを利用できる機能が実装されている
  - Hotmail - Outlook.comの前身。Messengerと同様の機能が実装されていた
  - Windows Live Web Messenger - Internet Explorer上で動作するウェブベースのプログラム
  - MSN Web Messenger - ウェブベースのクライアントの以前の名前
- Xbox Live - Xboxダッシュボードにメッセンジャー機能が実装されている
- Messenger on Windows Phone - Windows Phone内からMessengerサービスにアクセスできた[6]
- Windows Live Messenger for iPhone and iPod Touch - iPhone 、 iPod Touch、iPad内からMessengerサービスにアクセスできた[6]
- Messenger Play!  - Androidフォンまたはタブレット内からのMessengerサービスへアクセスできた[6]
- Windows Live Messenger for Nokia - Nokia電話内からのMessengerサービスへアクセスできた[6]
- Windows Live Messenger for BlackBerry - BlackBerry内からのMessengerサービスへアクセスできた[6]